# Circle: Uzavřený kruh
Circle: Uzavřený kruh (v anglickém originále The Circle) je americký thrillerový film z roku 2017. Režie se ujal James Ponsoldt a scénáře Ponsoldtem a Dave Eggers. Je inspirovaný Eggersovým stejnojmenným románem z roku 2013. Hlavní role hrají Emma Watsonová a Tom Hanks. John Boyega, Karen Gillan, Ellar Coltrane, Patton Oswalt, Glenne Headly a Bill Paxton si zahráli role vedlejší. Jedná se o poslední film Billa Paxtona, který zemřel v únoru 2017.
Film měl premiéru na Filmovém festivalu v Tribece dne 26. dubna 2017 a dne 28. dubna 2017 měl premiéru v kinech Spojených států. Film získal převážně negativní reakce od kritiků.

## Děj
Mae Hollandová je čerstvá absolventka psychologie, která pracuje v call centru vodárenské společnosti. Žije u rodičů Bonnie a Vinnieho, přičemž její otec trpí roztroušenou sklerózou. Ve volném čase se věnuje jízdě na kajaku, což je pro ni způsob, jak si odpočinout od světa.
Díky své přítelkyni Annie Allertonové získává vysněnou práci v The Circle, nejvlivnější technologické a sociální mediální společnosti na světě. Firma The Circle vyvinula systém TruYou, který spojuje veškeré uživatelské profily, e-mailové účty a platební systémy do jediné online identity. Zaměstnancům nabízí komplexní zdravotní program využívající nejmodernější technologie, což pomáhá i Maeinu nemocnému otci. Během zaškolení je Mae přátelsky, ale jasně sděleno, že se od ní očekává účast na "dobrovolných" aktivitách firmy a propojení všech jejích online účtů s TruYou, aby ji "ostatní zaměstnanci mohli poznat".
Na firemním pozemku se Mae seznámí s tajemným samotářem, který se později ukáže být Tyem Lafittem, skutečným tvůrcem TruYou a spoluzakladatelem The Circle. Ten sleduje vývoj společnosti s rostoucími obavami. Na první firemní prezentaci generální ředitel Eamon Bailey představí projekt SeeChange – miniaturní kameru velikosti skleněnky s bezdrátovým satelitním připojením, kterou lze umístit kamkoli a která nepřetržitě streamuje video do sítě. Bailey propaguje myšlenku, že když může každý vidět vše, tyrani a teroristé nemají šanci.
Mae zveřejní na svém profilu fotografii lustru z jeleních parohů, který vyrobil její dlouholetý přítel Mercer. To vyvolá vlnu nenávistných komentářů vůči Mercerovi, který je obviňován z zabíjení jelenů. Mae se jedné noci vydá na noční projížďku na kajaku, při které se její člun převrátí. Je zachráněna díky kamerám SeeChange, které zaznamenaly její nehodu. Po této zkušenosti souhlasí s tím, že se stane prvním "Circlerem", který bude "zcela transparentní" – bude nosit kameru a sdílet svůj život s celým světem 24 hodin denně. To však narušuje její vztahy s rodiči i Annie, protože nechtěně odhaluje soukromé aspekty jejich životů.
Na další prezentaci Mae představí program SoulSearch, který dokáže najít kohokoli na světě během dvaceti minut. Po úspěšném testu s nalezením hledaného zločince je Mae přesvědčena, aby program vyzkoušela na Mercerovi. Ten při útěku před pronásledovateli a drony havaruje a umírá. Mae se stáhne do ústraní, ale po několika dnech se vrací do The Circle. S pomocí Tye odhalí tajné e-mailové účty Baileyho a Toma Stentona, druhého šéfa firmy. Na veřejné prezentaci je donutí k "plné transparentnosti" a odhalí jejich soukromou komunikaci. Když se vedení pokusí prezentaci ukončit vypnutím proudu, publikum osvítí pódium svými mobilními telefony a Mae prohlásí, že transparentnost je dobrá věc, ale pouze pokud s ní souhlasí všichni. Film končí scénou, kde Mae jezdí na kajaku sledována drony, zatímco její záběry sledují tisíce lidí po celém světě.

## Obsazení
- Emma Watsonová jako Mae Holland
- Tom Hanks jako Eamon Bailey
- John Boyega jako Ty Lafitte
- Karen Gillan jako Annie Allerton
- Ellar Coltrane jako Mercer Regalado
- Patton Oswalt jako Tom Stenton
- Bill Paxton jako Vinnie Holland, Mae otec
- Glenne Headly jako Bonnie Holland, Mae matka
- Nate Corddry jako Dan
- Mamoudou Athie jako Jared
- Jimmy Wong jako Mitch
- Ellen Wong jako Renata
- Smith Cho jako Gina
- Poorna Jagannathan jako doktorka Jessica Villalobos
- Judy Reyes jako kongresmanka Santosová
- Eve Gordon jako senátor Williamson
- Andrea Brooks jako Sky
- Beck (sám sebe)

## Produkce

### Casting a financování
Dne 15. prosince 2014 bylo oznámeno, že Tom Hanks si zahraje ve filmové adaptaci románu Davea Eggersa z roku 2013 The Circle, v režii s Jamesem Ponsoldtem. V lednu 2015 bylo potvrzeno, že Anthony Bregman produkuje film skrze svou společnost Likely Story, spolu s Ponsoldtem, Hanksem a Garym Goetzmanem. Dne 11. května 2015 bylo oznámeno, že společnost Image Nation Abu Dhabi bude financovat film společně s Walterem Parkesem a Lauriem MacDonald, zatímco společnost IM Global bude mít na starosti mezinárodní prodeje. Společnost IM Global později prodala práva různým distributorům. Dne 24. června 2015 bylo potvrzeno, že Emma Watson si ve filmu zahraje hlavní roli Mae Holland. Dne 19. srpna 2015 se k obsazení připojil John Boyega a dne 1. září 2015 Karen Gillan. Dne 11. září 2015 se Patton Oswalt připojil k obsazení v roli Toma Stentona, jednoho ze tří zakladatelů The Circle. Dne 16. září 2015 se Bill Paxton připojil k filmu v roli otce postavy Emmy Watson. Dne 29. září 2015 se připojil Ellar Coltrane v roli Mercera.

### Natáčení
Natáčení bylo zahájeno dne 11. září 2015 v Los Angeles v Kalifornii. Dne 17. září se natáčení uskutečnilo v Pasadeně. Některé scény se předělávaly v lednu 2017.

## Vydání
V únoru 2016 společnost EuropaCorp získala americké a kanadské distribuční práva na film. The Circle měl premiéru na Filmovém festivalu v Tribece dne 26. dubna 2017 a do kin byl propuštěn dne 28. dubna 2017. V České republice měl premiéru dne 27. dubna 2017.

### Rozpočet
V Severní Americe byl oficiálně uveden 24. dubna 2017, společně s filmy Milovník po přechodu, Baahubali 2: The Conclusion a Sleight. Za první víkend docílil páté nejvyšší návštěvnosti, kdy vydělal 9 milionů dolarů. Výdělek za první víkend byl projektován na 10–12 milionů dolarů.
Za rok 2017 vydělal 20,1 milionů dolarů ve Spojených státech a Kanadě a 40,6 milionů mezinárodně. Rozpočet filmu činil 18 milionů dolarů.

### Recenze
Na recenzní stránce Rotten Tomatoes získal ze 128 započtených recenzí 16 procent s průměrným ratingem 4,2 bodů z deseti. Na serveru Metacritic snímek získal ze 43 recenzí 32 bodů ze sta. Na Česko-Slovenské filmové databázi si snímek k 20. únoru 2019 drží 57 procent.

## Ocenění a nominace
| Rok  | Ocenění            | Kategorie                       | Nominovaný     | Výsledek  |
| ---- | ------------------ | ------------------------------- | -------------- | --------- |
| 2017 | Teen Choice Awards | nejlepší filmová herečka: drama | Emma Watsonová | vítězství |
| 2017 | Zlaté maliny       | nejhorší herečka                | Emma Watsonová | nominace  |